# 臧村镇
臧村镇，是中华人民共和国河北省保定市清苑区下辖的一个乡镇级行政单位。

## 行政区划
臧村镇下辖以下地区：
东臧村、中村、臧村、沙堤营村、白庙村、郭庄村、打油庄村、西木欠庄村、詹庄村、刘庄村、应庄村、东庄村、闸板口村、崔庄村、马庄村、西于庄村和东于庄村。